# Provensálské koření
Provensálské koření (také provensálské byliny či provensálská směs koření) je označení pro směsi bylin používané jako koření. Název je odvozen od francouzské oblasti Provence, kde se tyto byliny hojně vyskytují.
Provensálské koření je směs bylinek, ať už čerstvých nebo sušených, které běžně rostou v Provenci, je asi nejznámější a nejoblíbenější bylinkovou směsí.
Většinou se sype na okraj pizzy pro lepší vůni.

## Složení a použití
Provensálské koření obvykle obsahuje rozmarýn, bazalku a tymián, někdy také majoránku, dobromysl, saturejku, estragon, v americké variantě se přidává i levandule. Používá se zejména pro ochucení dušené zeleniny, grilovaného masa (kuřecího, králičího, jehněčího a skopového), ryb, omáček, těstovin, sýrů, hořčic, jídel z rajčat atd.
Přesné složení provensálského koření bylo definováno v roce 1970 obchodníky s kořením (např. firma Ducros).[zdroj?] Koření může být pro větší trvanlivost naloženo v oleji, nebo v octě.